# チリ中央峡谷
チリ中央峡谷（チリちゅうおうきょうこく、スペイン語: Valle Central）、中間低地又は縦谷は、チリ海岸山脈（Cordillera de la Costal）とアンデス山脈の間にある低地である。チリ中央峡谷は、谷の一部を構成する中央チリ（Zona central de Chile）と混同する場合がある。地質学上の最も広い定義では、南緯20度のパンパ・デル・タマルガルから南緯46度のオフキ峡にかけて、広がっている。ブドウ栽培の中央峡谷（Región vitícola del Valle Central）は、サンティアゴからビオビオ州まで及ぶ。
プエルトモントもときどき、中央峡谷の一部として考えられる場合がある。ここでは、谷は海面下に位置し、オフキ峡まで島としてところどころ姿を現す。